# Izolacja dodatkowa
Izolacja dodatkowa (ang. supplementary insulation) – izolacja stosowana dodatkowo, oprócz izolacji podstawowej, jako środek ochrony przeciwporażeniowej w razie uszkodzenia izolacji podstawowej. Izolacja dodatkowa powinna być skonstruowana tak, aby wytrzymywała takie same narażenia, jakie są określone dla izolacji podstawowej.